# Chalcogénure

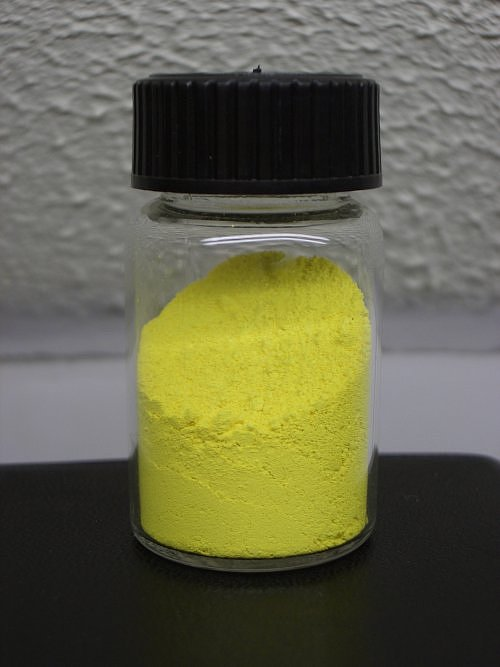
Exemple d'un chalcogénure binaire, le sulfure de cadnium CdS

Un chalcogénure est un dianion formé à partir d'un élément chimique de la famille des chalcogènes (oxygène, soufre, sélénium, tellure ou polonium), qui a gagné deux électrons. On appelle aussi chalcogénures les composés contenant au moins un élément chalcogène, bien que cette appellation soit généralement réservée aux composés binaires, comme les chalcogénures d'hydrogène (H2X).

## Propriétés
Les chalcogénures sont généralement photosensibles et de ce fait inclus dans des verres en particulier. Le sélénium a très rapidement été identifié comme élément photosensible et exploité pour cette propriété (voir aussi Photophone).

## Exemples
Les composés suivants font partie des chalcogénures :
- tellurure de cadmium ;
- séléniure d'hydrogène ;
- disulfure de molybdène ;
- oxyde d'indium-étain (ITO) ;
- tellurure de sodium ;
- séléniure de zinc.

## Verres de chalcogénures
Les matériaux formés de chalcogénure les plus courants sont les verres de chalcogénures. Ce sont des verres en majorité transparents dans l'infrarouge, en particulier entre 8 et 14 µm, c'est-à-dire dans l'une des deux principales fenêtres atmosphériques. Ils trouvent leurs applications en thermographie infrarouge, spectroscopie déportée par onde évanescente, holographie, détection de gaz, de tumeur, stockage de mémoire (DVD), etc.. Ils sont également très étudiés pour le développement de mémoire vive non volatile (Phase-Change Random Access Memory). Les verres de chalcogénures sont formés le plus souvent d'éléments chalcogènes et d'éléments proches dans le tableau périodique (pnictogènes, éléments du groupe 14) : arsenic, germanium, antimoine, phosphore, jusqu'au gallium ou à l'indium.